# Route 28 (Ontario)
Pour les articles homonymes, voir Route 28.
La route 28 est une route provinciale de l'Ontario reliant Peterborough à Denbigh passant par Bancroft. Elle est longue de 162 kilomètres.

## Description du tracé
La route 28 commence avec sa jonction avec la Route 7 à l'est de Peterborough, plus précisément dans le quartier de Woodview. Elle se dirige vers le nord pendant 19 kilomètres en passant tout juste à l'est de Lakefield, puis elle suit la rive sud du lac Katchewanooka pendant 6 kilomètres avant de le traverser à Young's Point. La route 28 suit ensuite la rive ouest du lac Clear avant d'arriver à Burleigh Falls, dernier village pour quelques dizaines de kilomètres. 
  La 28 passe ensuite à l'est du parc provincial Kawartha Highlands, le suivant pendant 48 kilomètres. À Paudash, elle croise la Route 118, en direction de Haliburton et de Huntsville. 13 kilomètres à l'est de Paudash, la 28 traverse Bancroft, principale ville de la région, en croisant la Route 62 en direction de Madoc et de Maynooth.
Après Bancroft, la route 28 continue sa route vers l'est pendant 60 kilomètres jusqu'à Denbigh, quoiqu'elle soit un peu plus sinueuse dans les environs de Hardwood Lake. La route 28 prend finalement fin sur la Route 41, en direction de Pembroke et de Tweed.

## Intersections
| ville                   | km  | Intersection | Destinations                    | Notes                |
| ----------------------- | --- | ------------ | ------------------------------- | -------------------- |
| Peterborough (Woodview) | 0   | R-7          | Toronto, Carleton Place, Ottawa | Début de la route 28 |
| Paudash                 | 89  | R-118        | Haliburton, Huntsville          |                      |
| Bancroft                | 102 | R-62         | Madoc, Maynooth                 |                      |
| Debigh                  | 162 | R-41         | Pembroke, Tweed                 | Fin de la 28         |